# Ворслея
Ворслея (лат. Worsleya) — монотипый род растений семейства Амариллисовые, единственный представитель — Ворслея благородная (Worsleya procera) [syn.  Worsleya rayneri (Hook.f.) Traub & Moldenke (1949)]

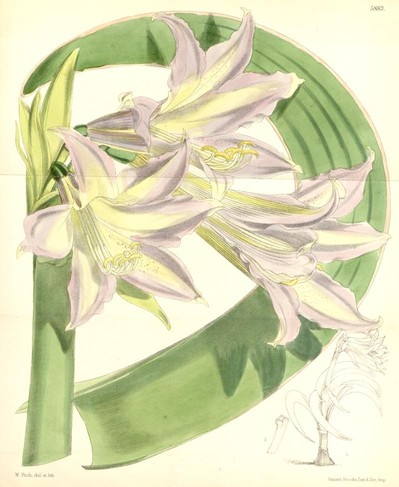
Ботаническая иллюстрация ворслеи 1871 года.

## Распространение и описание
Ареал ворслеи — тропическая восточная Бразилия. Растёт вид в основном на каменистой почве близ водопадов на освещённых солнцем местах.
Ворслея — один из крупнейших представителей амариллисовых. Растение имеет крупную луковицу, высота достигает 1,5 м, листья узкие, длиной до 90 см, цветки от голубого до тёмно-синего цвета, до 15 см в диаметре. Семена тёмные и полукруглые.
Из-за внешних данных, вид популярен как декоративное растение, однако, он слишком прихотлив, требует необычных условий (каменистая почва, влажное, но солнечное место произрастания и т. д.)
В садоводстве растение известно также под названием «голубой амариллис».